# Мілорад Мілінкович
Мілорад Мілінкович (серб. Милорад Милинковић; 18 березня 1965, Белград — 6 січня 2025) — сербський кінорежисер. У 1983 закінчив математичну гімназію, у 1991 отримав диплом режисера після закінчення режисерського факультету Академії мистецтв у місті Нові Сад.
Дипломна робота Мілінковича Сатан Панонски здобула успіх на всій території колишньої Югославії та була єдиною югославською стрічкою, що брала участь у Барселонському бієнале. Мілінкович є режисером багатьох художніх і телевізійних фільмів — Рок дезертери (Рік дезертира), Рокументи (Документи), Смертельний холод, Казнени простор, Црни Груја 2, Дангубе!, Потера за срећ(к)ом, Читуља за Ескобара (Некролог Ескобара) та багатьох інших. Крім режисерської, займається й іншими видами діяльності — є також сценаристом, письменником, музикантом (грає на гітарі), вокалістом, автором-виконавцем пісень, діджеєм, критиком, актором, футбольним коментатором та композитором. Крім цього, брав участь у зйомках сербської версії британської телевізійної гри Втеча (англ. The Chase) у якості шукача. Коментував німецьку Бундеслігу на каналі Eurosport.

## Біографія
Батько Мілорада Мілінковича родом з Осечини. Дід Мілінковича мав албанське коріння, а прадід загинув під час перетину албанської території у ході Першої світової війни.
В дитинстві отримав прізвисько «Дебелий». Любив музику, внаслідок чого став успішним гітаристом та співаком в андеграундних колах. У 1985 заснував групу Morbidi i mnoći, до складу якої увійшли також Маріо Сур'ян (гітара, бек-вокал), Деян Стефанович (бас-гітара, бек-вокал) та Стер'є Толіч (ударні). Також членами гурту були Мірко Мілівоєвич (пізніше перейшов до складу групи Ekatarina Velika), Маріо Шепарович та Дурчич. Їхніми піснями є Играј твист на њеном лицу (Грає твіст на її обличчі), Зомби, Хит та Пут (Шлях). Після розпаду Morbidi i mnoći Мілінкович приєднався до групи Биг сех. Однією з найбільш відомих пісень Morbidi i mnoći є Седми дан (Сьомий день). Пізніше Мілінкович став членом групи Змајеви (Дракони). У 2003 у складі цієї групи випускає альбом. Найвідомішим членом гурту, крім самого Мілінковича, є режисер Боца Стоїлькович. Через деякий час, досягнувши значних успіхів, Мілінкович залишає музичну діяльність та розпочинає свій шлях у кінематографі, поступивши на режисерський факультет Академії мистецтв у місті Нові Сад.
Багаторічний музичний досвід безпосередньо вплинув на тему дипломної роботи Мілінковича. Це була документальна стрічка про місцеву легенду — панк-рок виконавця Івицю Чуляка (псевдонім Кечер 2), який відрізнявся ексцентричною поведінкою. Стрічка показала неабиякі режисерські здібності Мілінковича. Сюжет розпочинається у Студентському культурному центрі у Белграді, де 23 травня 1990 виступав Івиця Чуляк на прізвисько Сатан Панонський; потім у стрічці прозвучала його розмова на радіостанції Б-92, датована 29 травня 1990. Завершується стрічка кінокадрами з лікарні Поповача. Це єдиний фільм, знятий за життя Чуляка, та єдиний югославський фільм, який брав участь у Барселонському бієнале.
У 2002 Мілінкович відзняв свій перший повнометражний фільм під назвою Мертвий холод, сценарій до якого написав лише за три години. Стрічка, виконана в жарні «чорної» комедії, стала хітом. За сукупною кількістю переглядів у вітчизняних кінотеатрах вона зайняла друге місце після стрічки Зона Замфірова. Мілінкович створив Мертвий холод під впливом Вікенду у Берні Теда Кочеффа та Неприємностей з Гаррі Альфреда Гічкока.
Другим фільмом Мілінковича став Погоня за щастям (серб. Потера за срећ(к)ом), який, на думку критиків, є не таким успішним, як перший. На сайті Rotten Tomatoes стрічка отримала низькі оцінки. Брала участь у двадцятому кінофестивалі у Херцег-Новому у 2006. На закиди критиків стосовно фільму Мілінкович відповів, що дійсно мав намір зняти «мило», проте як жанр, який цінують глядачі та недооцінюють критики. Погоня за щастям на той час став першим за десять років сербським фільмом, знятим поза межами Сербії. Зйомки проходили на острові Корфу, у стрічці знялися також троє грецьких акторів — Христос Савас, Александрос Катехис та Деспіна Янопулос.
У 2008 відбулася прем'єра фільма Некролог Ескобара (серб. Читуља за Ескобара). За три тижні стрічку переглянуло 80 тисяч глядачів. У ній режисер, серед іншого, піднімає тему зміни статі; стосовно цієї теми він розмовляв з психологами, щоби вони розкрили, як люди проходять через це. Фільм перегукується з Цим дивовижним життям Френка Капри та Жорстокою грою Ніла Джордана. Кінокритик Борислав Анджеліч назвав кінострічку «найамбіційнішим фільмом» Мілінковича.
У 2011 вперше вийшла на екрани музична комедія для тінейджерів Здухач значи авантура. Прем'єра пройшла успішно. Глядачі вітали аплодисментами режисера та весь творчий колектив. Кінострічку також схвально сприйняли критики. Фільм знято із застосуванням HD технології; зйомки здебільшого проходили у Баня-Луці та Требинє; рідше — у Белграді.
Мілорад Мілінкович є також режисером ряду театральних постановок: Happy night (за Міленком Бодірогічем; Белградський драматичний театр, 1992), Белградські історії (серб. Београдске приче) (за Александаром Баришичем; 1993), Зігі, зірковий пил (серб. Зиги, звездана прашина) (за Марією Солдатович; міжнародний театральний фестиваль Бітеф, 1995), Коханець (серб. Љубавник) (за Гарольдом Пінтером; міжнародний театральний фестиваль Бітеф, 1998), Пастораль (серб. Пасторала) (за Радославом Павловичем; театр Фаві, 2007).
Помер 6 січня 2025 року.

## Особисте життя
Одружений з акторкою Єленою Джукіч; має доньку Дівну.

## Фільми та серіали

### Режисерські роботи
- Рок дезертери (1990)
- Сатан Панонски (1990)
- Рокументи (1994—1995)
- Secret of Aleksandar S. (1998)
- 2002 — Смертельний холод / Мртав ’ладан
- Казнени простор (2002—2003)
- Потера за срећ(к)ом (2005)
- Црни Груја 2 (2005)
- Дангубе! (2005)
- Ljubav i mržnja (2007—2008)
- Читуља за Ескобара (2008)
- Здухач значи авантура (2011)
- Само вечерас (2011)
- Надреална телевизија (2012—2013)
- Пети лептир (2014)
- Дојч кафе (2016)
- Патуљци са насловних страна (2018)
- Кљун (2020)
- Љубавни залогаји (2021)
- Сложна браћа — нова генерација (2021)

### Акторська діяльність
- Земља истине, љубави и слободе (2000)
- Муње! (2001)
- Мртав ’ладан (2002)
- Казнени простор (2003)
- Лисице (2003)
- Надреална телевизија (2013)
- Немањићи — рађање краљевине (Неманджичі: Народження королівства) (2018)
- Тражим биоскоп за озбиљну везу (2018)